# 罗伯特·帕雷拉
罗伯特·帕雷拉（義大利語：Robert Parrella，1944年6月9日—），澳大利亚男子草地滚球运动员。他曾代表澳大利亚参加1982年、1990年和1994年英联邦运动会草地滚球比赛，获得一枚金牌、一枚银牌和一枚铜牌。